# Hofgeismar
Hofgeismar is een plaats in de Duitse deelstaat Hessen, gelegen in de Landkreis Kassel. De stad telt 15.243 inwoners.

## Geografie
Hofgeismar heeft een oppervlakte van 86,39 km² en ligt in het centrum van Duitsland, iets ten westen van het geografisch middelpunt.

## Geboren
- Stefan Ortega (1992), voetballer

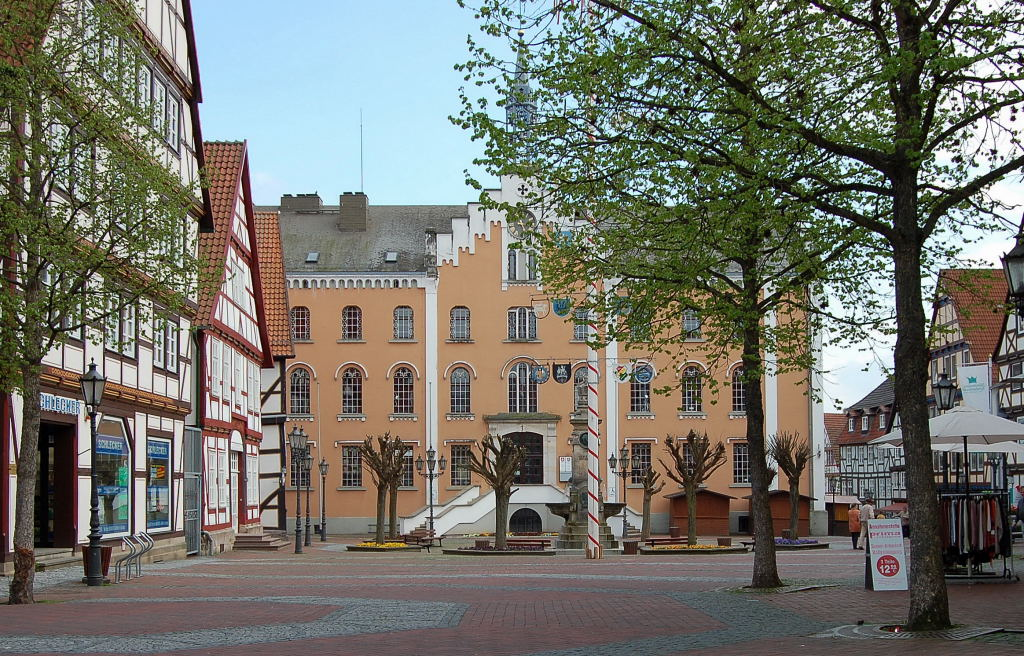
Raadhuis
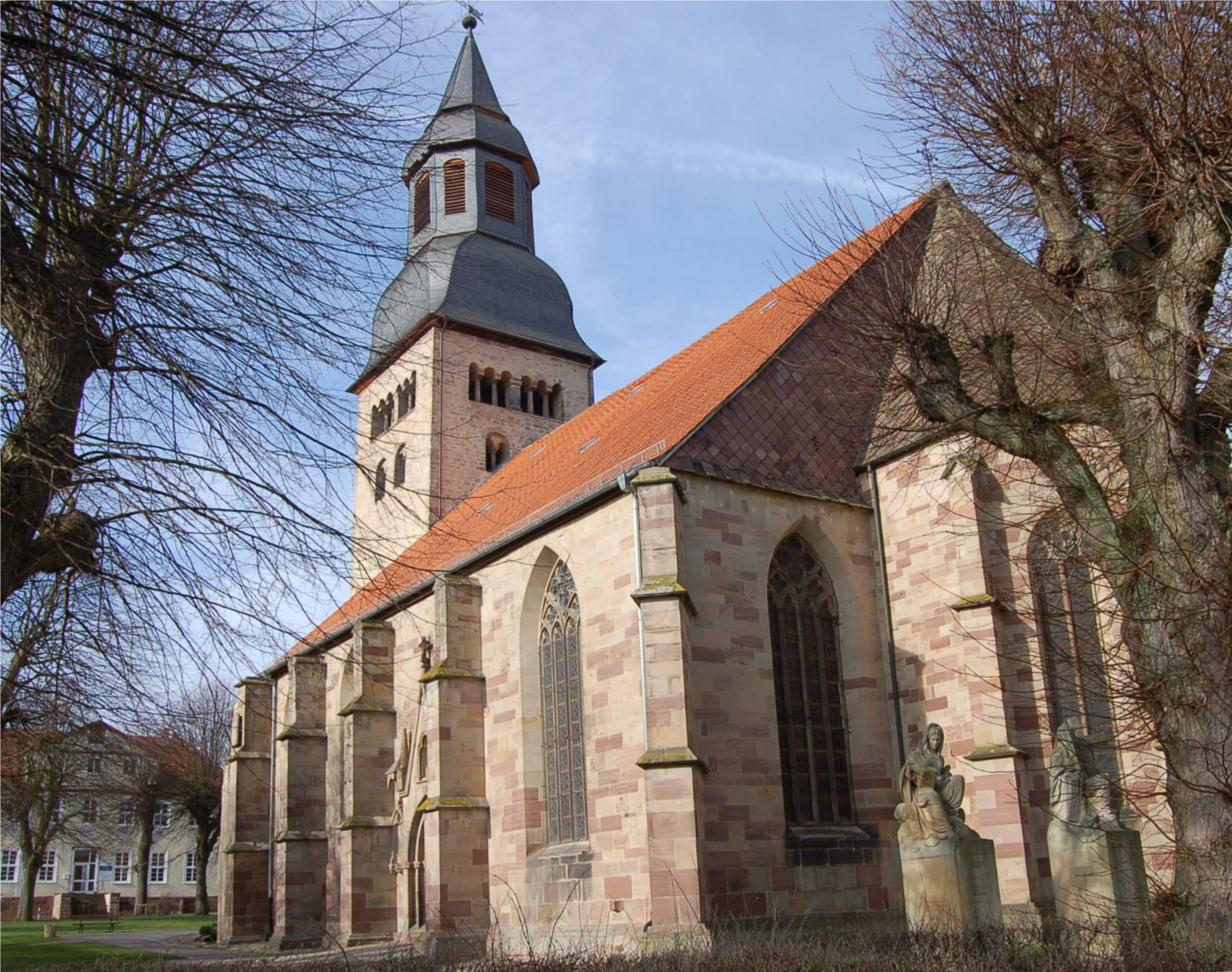
Oude kerk van Hofgeismar
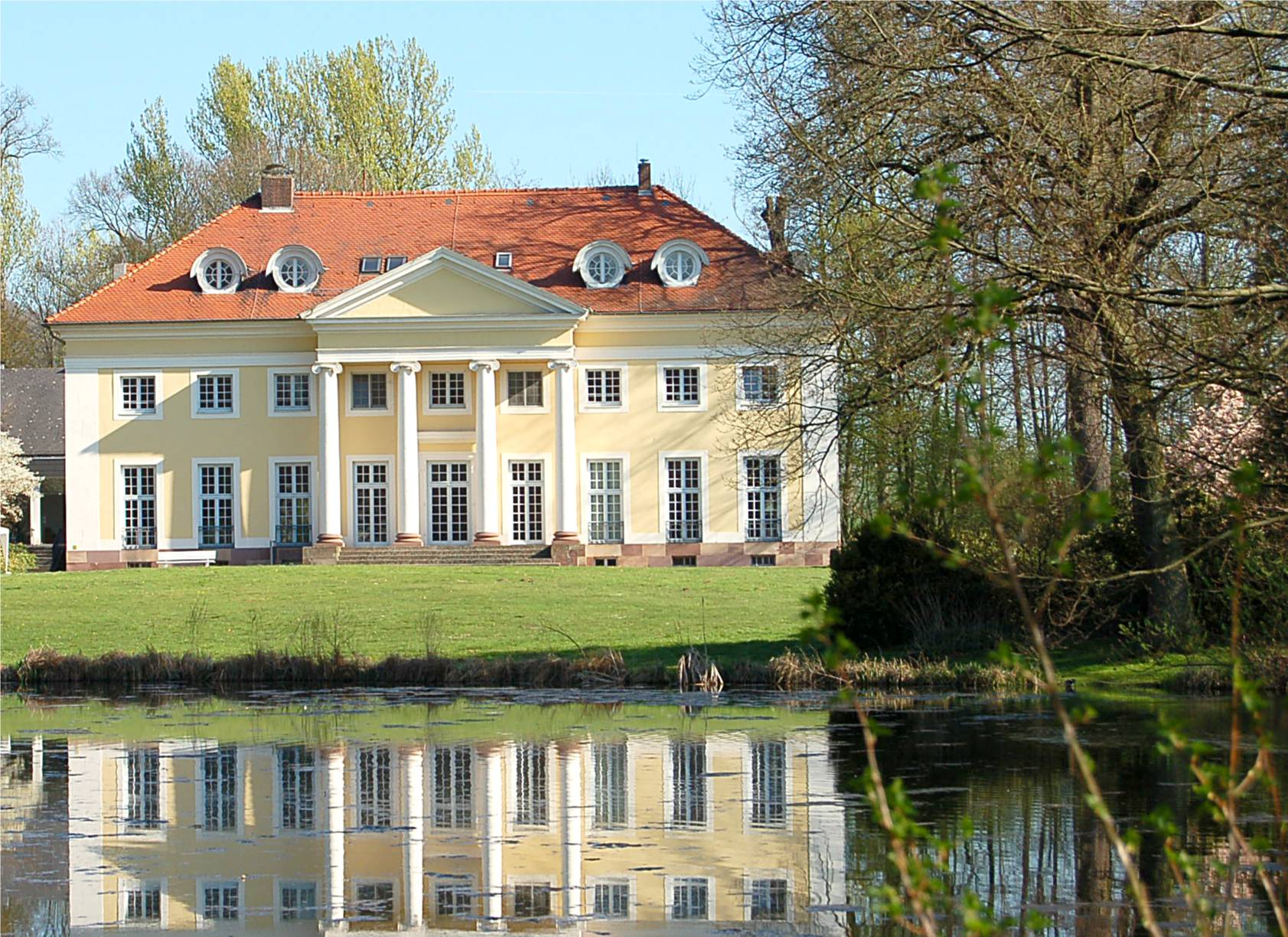
Schönburg
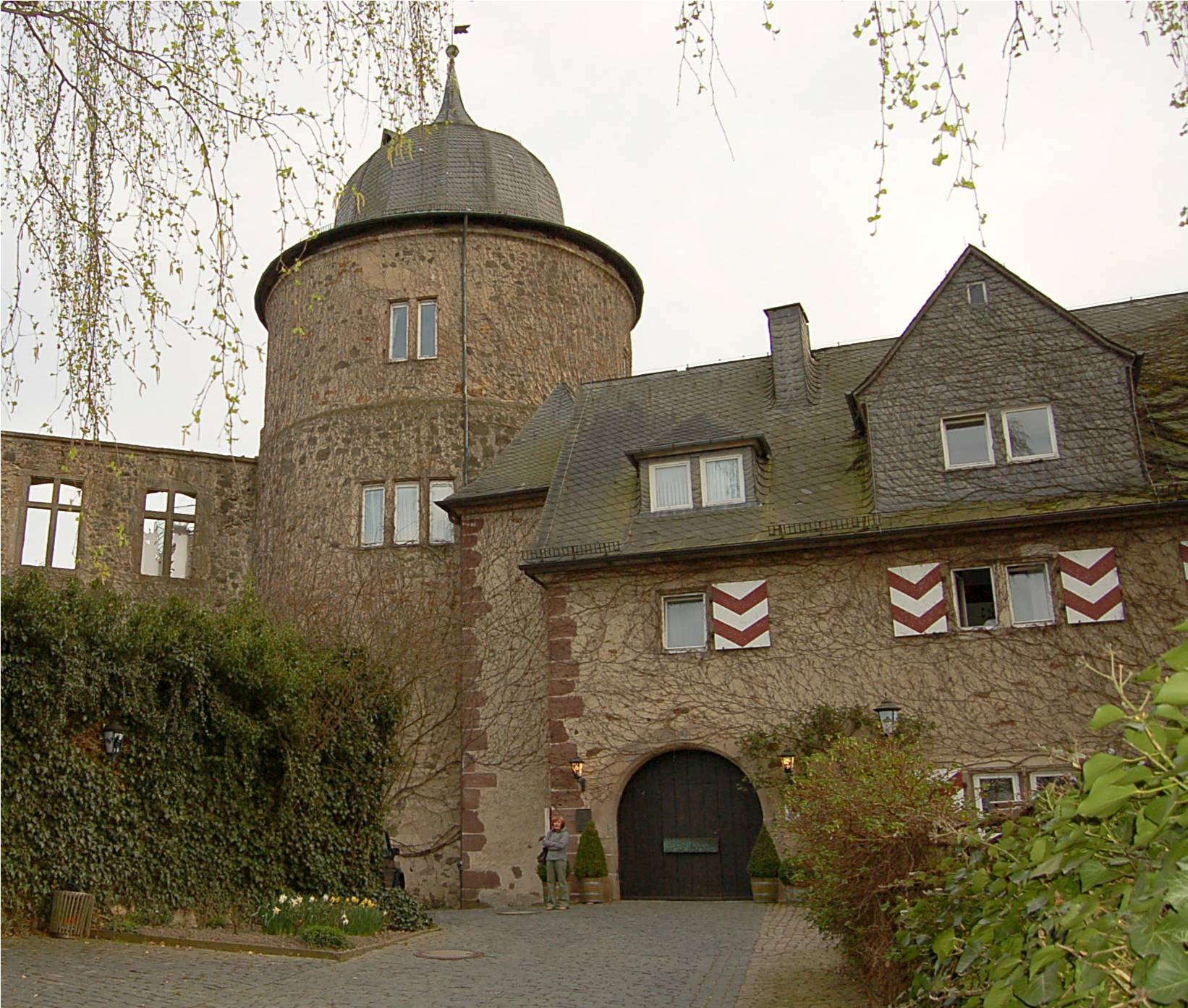
Sababurg

Ahnatal · Bad Emstal · Bad Karlshafen · Baunatal · Breuna · Calden · Espenau · Fuldabrück · Fuldatal · Grebenstein · Habichtswald · Helsa · Hofgeismar · Immenhausen · Kaufungen · Liebenau · Lohfelden · Naumburg · Nieste ·  Niestetal ·  Reinhardshagen · Schauenburg · Söhrewald · Trendelburg · Vellmar · Wesertal · Wolfhagen · Zierenberg